# Универзитет уметности у Тирани
Универзитет уметности (алб. Universiteti i Arteve), раније Академија уметности (алб. Akademia e Arteve), је државни универзитет и главна институција која нуди високо образовање у областима уметности у Албанији.